# Edmund Silberner
Edmund Silberner (geboren am 20. April 1910 in Borysław, Westgalizien; gestorben am 1985) war ein jüdischer Historiker, der sich vor allem mit Wirtschaftsgeschichte befasste. 

## Leben
Er studierte an der Universität Wien. Mit einer Doktorarbeit über den Schweizer Musikwissenschaftler Antoine-Elisée Cherbuliez wurde er 1935 an der Universität Genf promoviert. In Genf war er 1939–1941 Dozent. Er ging dann an die Princeton University, wo er 1946–1950 als Professor lehrte. 1951, drei Jahre nach der Israelischen Unabhängigkeitserklärung, wechselte er als Professor an die Hebräische Universität Jerusalem. Sein Nachlass befindet sich in der Archivabteilung der National Library of Israel in Jerusalem.

## Schriften
- La guerre dans la pensée économique du 16e au 18e siècle. Recueil Sirey, Paris 1939 (Études sur l’histoire des théories économiques 7)
- The Problem of War in Nineteenth Century Economic Thought. Princeton Univ. Press, Princeton, NJ 1946.
- Western European Socialism and the Jewish problem 1800–1918. A selective bibliography. Hebrew Univ., Eliezer Kaplan School of Economics and Social Science, Jerusalem 1955.
- Sozialisten zur Judenfrage. Ein Beitrag zur Geschichte des Sozialismus vom Anfang des 19. Jahrhunderts bis 1914. Aus d. Engl. übers. von Arthur Mandel. Colloquium Verlag, Berlin 1962.
- Moses Hess. Briefwechsel. Hrsg. von Edmund Silberner. Unter Mitw. von Werner Blumenberg. Mouton, ’s-Gravenhage 1959 (Quellen u. Untersuchungen zur Geschichte der dt. u. österr. Arbeiterbewegung 2)
- La Correspondance Moses Hess-Louis Krolikowski[2] 1850–1853. Avec 4 lettres de German Mäurer à Etienne Cabet. Feltrinelli, Milano 1960, S. 582–620.
- Moses Hess, die Geschichte seines Lebens. Brill, Leiden 1966.
- Johann Jacoby. Politiker und Mensch. Verlag Neue Gesellschaft, Bonn 1976 (Veröffentlichungen des Instituts für Sozialgeschichte).
- Johann Jacoby Briefwechsel 1850–1877. Verlag Neue Gesellschaft, Bonn 1978 (Veröffentlichungen des Instituts für Sozialgeschichte Braunschweig) ISBN 3-87831-260-1.
- Kommunisten zur Judenfrage. Zur Geschichte von Theorie und Praxis des Kommunismus. Westdeutscher Verlag, Opladen 1983.